# Trachyphrynium
Trachyphrynium is een geslacht uit de familie Marantaceae. Het geslacht telt een soort die voorkomt in tropisch Afrika, in het gebied tussen Liberia in het westen en Oeganda in het oosten.  

## Soorten
- Trachyphrynium braunianum (K.Schum.) Baker